# Hedyscepe
Hedyscepe é um género botânico pertencente à família Arecaceae.

## Especies
- Hedyscepe canterburyana

1. ↑  «Hedyscepe — World Flora Online». www.worldfloraonline.org. Consultado em 19 de agosto de 2020